# كينيث داي
كينيث داي (19 مايو 1935 في المملكة المتحدة - 19 يناير 1971 في المملكة المتحدة) (بالإنجليزية: Kenneth Day)‏ هو لاعب كريكت بريطاني. لعب مع نادي مقاطعة ميدلسكس للكريكت ‏ ونادي مارليبون للكريكت ‏.

## وصلات خارجية
- كينيث داي على موقع إي آس بي آن كريك إنفو (الإنجليزية)